# كولسون وايتهيد

## النشأة
ولد وايتهيد في مدينة نيويورك في 6 نوفمبر 1969، ونشأ في مانهاتن. درس في مدرسة ترينيتي ‏ في مانهاتن. تخرج وايتهيد من جامعة هارفارد في عام 1991؛ في الكلية أصبح صديق مع الشاعر كيفن يونغ.

## مهنته
بعد التخرج من الكلية، وايتهيد كتب ذا فيليج فويس.
وقد نشر وايتهيد منذ ذلك الحين سبعة أعمال طويلة - ستة روايات وكتاب عن التأمل في حياة مانهاتن.
وقد ظهرت مقالات وايتهيد غير الروائية، ومراجعاته في العديد من المنشورات، بما في ذلك نيويورك تايمز، و نيويوركر، غرانتا، وهاربر.

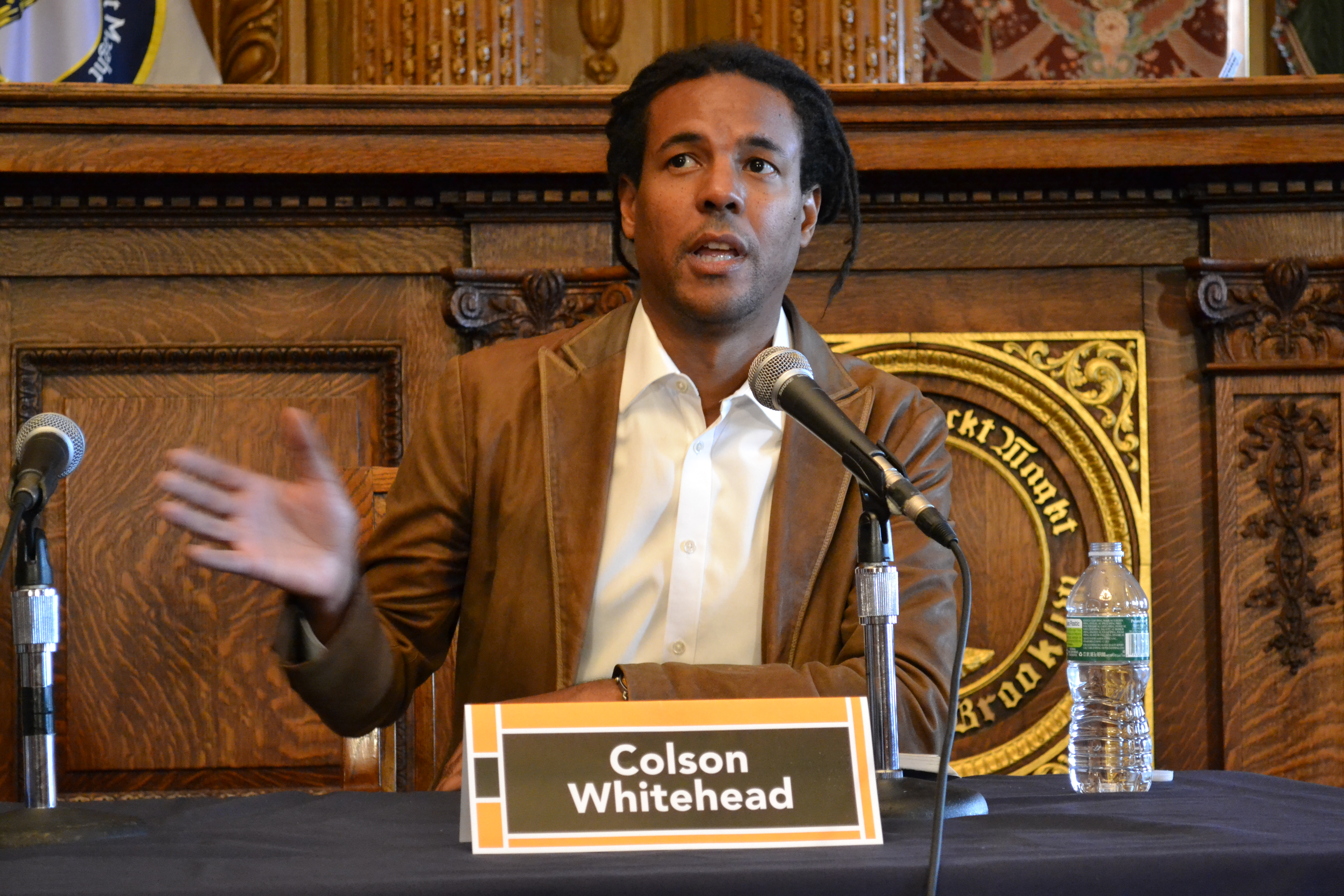
وايتهيد في 2011 في مهرجان بروكلين للكتاب.

وقد درس فيجامعة برينستون، وجامعة نيويورك، وجامعة هيوستن، وجامعة كولومبيا، وكلية بروكلين، وكلية هنتر، وجامعة ويسليان، وكان كاتب تحت الإقامة في كلية فاسار، وجامعة ريتشموند، وجامعة وايومنغ .
في ربيع عام 2015، انضم إلى مجلة نيويورك تايمز لكتابة عمود عن اللغة.

## الأعمال

### أعمال روائية
- The Intuitionist (1999)
- John Henry Days (2001)
- Apex Hides the Hurt (2006)
- Sag Harbor (2009)
- Zone One (2011)
- The Underground Railroad (2016)

### غير روائية
- The Colossus of New York (2003)
- The Noble Hustle: Poker, Beef Jerky & Death (2014)

### نصوص
- "Lost and Found". The New York Times Magazine. 11 نوفمبر 2001. مؤرشف من الأصل في 2019-03-04.
- "A Psychotronic Childhood". The New Yorker. 4 يونيو 2012. مؤرشف من الأصل في 2019-03-30.
- "Hard Times in the Uncanny Valley". Grantland. ESPN. 24 أغسطس 2012. مؤرشف من الأصل في 2019-05-14.
- "Occasional Dispatches from the Republic of Anhedonia". Grantland. ESPN. 19 مايو 2013. مؤرشف من الأصل في 2019-05-14.

### قصص قصيرة
- "Down in Front". Granta ع. 86: Film. Summer 2004. مؤرشف من الأصل في 2016-05-13. (Subscription Required)

## وصلات خارجية
- كولسون وايتهيد على موقع IMDb (الإنجليزية)
- كولسون وايتهيد على موقع مونزينجر (الألمانية)

- Personal site
- Profile at The Whiting Foundation
- On Point - What's in a Name? (interview, 2006-09-04)